# Biologie sistemică
Biologie sistemică este ramură nouă a biologiei, care a început să se dezvolte după anul 2000, odată cu apariția noilor ramuri ale științei numite „omice”. Este uneori definită în antiteză cu biologia moleculară. Propune studierea organismelor per ansamblu, ca un tot unitar, făcând legătura dintre genom, proteom, metabolom. Îmbină simulările pe calculator cu rezultatele experimentale cu scopul de a face predicții despre un anumit organism sau o anumită parte a acestuia. .